# Desierto de Nitria
El desierto de Nitria es una región desértica en el noroeste de Egipto, situada entre Alejandría y El Cairo al oeste del delta del Nilo. Es sobre todo conocido por su historia del monacato cristiano.
Existían tres centros monásticos en el desierto de Nitria en la antigüedad tardía. Alrededor de 330, Macario el Egipcio estableció una colonia monástica en el Uadi Natrun (Scetis), lejos de la tierra cultivable. En los años 330, San Amoun fundó Nitria, a solo 48 kilómetros al sureste de Alejandría, utilizando las Reglas de San Antonio. Fundó un segundo centro monástico, Kellia, por sugerencia de Antonio, más lejano a Nitria, en el desierto, para buscar mayor aislamiento y soledad en los monjes. Kellia ha sido objeto de excavaciones científicas.
Solo Escete (Scetis) en el Uadi Natrun sigue siendo un sitio monástico hoy día.